# Шюкрю Елчин
Шюкрю Елчин (на турски: Şükrü Elçin) е виден турски писател и поет.

## Биография
Елчин е роден на 23 септември 1912 г. в Лерин, който тогава е в Османската империя. Семейството му напуска родния му град през 1924 г. в резултат на обмена на население между Турция и Гърция след Гръцко-турската война и се заселва в Тургутлу, в Анадола, където Елчин учи. Завършва турска филология в Истанбулския университет в 1949 г. Министерството на образованието го изпраща за две години в Париж, където изкарва курс по фолклор в Сорбоната. В 1958 г. се жени за Небахат Генсу и има две деца.
В 1962 г. започва да преподава. От 1964 г. работи в Хаджеттепейския университет в столицата Анкара, където в 1969 г. става професор след основаването на катедра по турски език и литература. Работи над турски текстове в библиотеки в Лондон (1971 – 1972) и Виена (1974). Пенсионира се през 1983 г.
Носител е на многобройни награди. Умира в 2008 година.